# Носити
„Носити“ (на албански: Nositi) е албански вестник. Вестникът излиза от 1998 година в южния албански град Поградец. Публикува различна информация за Югоизточна Албания – Поградец, Корча, Девол, Ерсека.